# ملحاء عصوية أليفة الملوحة
ملحاء عصوية أليفة الملوحة (الاسم العلمي: Halobacterium halobium) هي نوع من العتائق تتبع جنس الملحاء العصوية من فصيلة الملحائية العصوية.